# 프랑츠 레셸
프랑츠 레셸(프랑스어: Frantz Reichel, 1871년 3월 16일 ~ 1932년 3월 24일)은 프랑스의 육상 선수이며 럭비 선수이다. 그는 아테네에서 열린 1896년 하계 올림픽에서 육상 종목을, 파리에서 열린 1900년 하계 올림픽에서는 럭비 선수로 참가했다.
레셀은 400m에 참가했다. 예선전에서 3위를 기록, 결선에 진출하지 못했다.
레셀은 110m 허들 경기에도 참가했다. 자료들에 따라서 예선전 당시, 헝가리의 소코리 알라요스가 마지막 허들을 넘을 때 허들을 치고 갔고 그때 레셀이 소콜을 추월해서 2위를 했는지 3위를 했는지에 대한 의견이 분분하다. 레셀은 같은 시각에 열리는 마라톤 종목에 참가할 팀동료 알뱅 레르뮈지오를 돕는데에 바빠서 결승전에 참가하지 못했다.